# Памплона (Норте-де-Сантандер)
Памплона (ісп. Pamplona) — місто й муніципалітет у колумбійському департаменті Норте-де-Сантандер.

## Історія
До іспанського завоювання території сучасного міста заселяв народ, який ті ж іспанці називали чітарерос. Сучасне місто Памлона було засновано 1 листопада 1549 року конкістадорами Педро де Урсуа й Ортуном Веласко де Веласкесом. Памплона отримала свою назву на честь міста Памплони, столиці Наваррського королівство в Іспанії.